# Сијудад Обрегон
Сијудад Обрегон (шп. Ciudad Obregón) је град у Мексику у савезној држави Сонора. Према процени из 2005. у граду је живело 270.992 становника.

## Становништво
Према подацима са пописа становништва из 2010. године, град је имао 298.625 становника.
| 1990.   | 1995.   | 2000.   | 2005.   | 2010.   |
| ------- | ------- | ------- | ------- | ------- |
| 219.980 | 244.028 | 250.790 | 270.992 | 298.625 |